# Assertabilité garantie

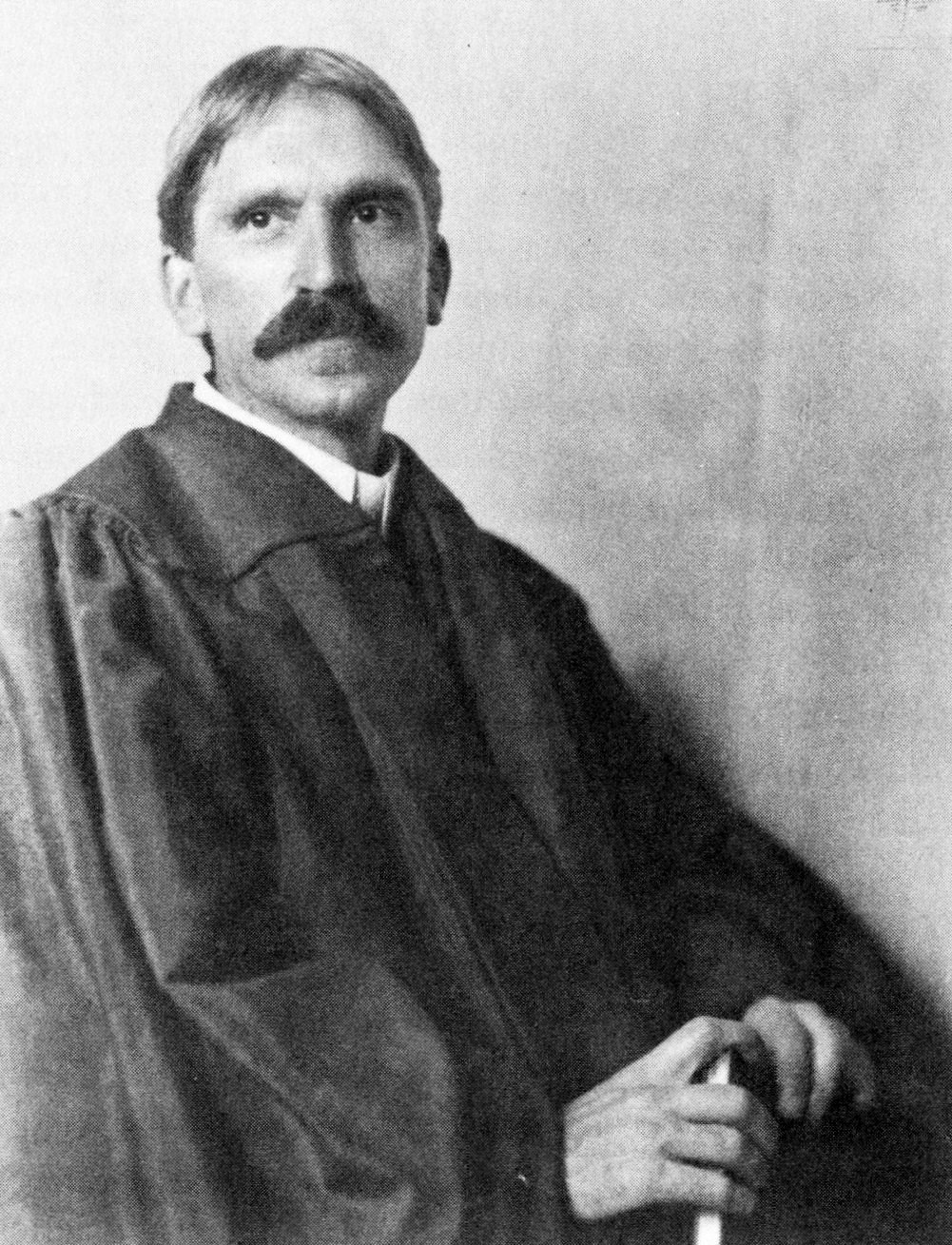

L'assertabilité garantie ou parfois l'assertibilité garantie est un concept utilisé par la philosophie pragmatique notamment par  John Dewey. Elle signifie qu'une solution a été trouvée à une situation problématique dans le cadre de la théorie de l'enquête. L'assertibilité garantie  est synonyme de satisfaction, d'utilité, de « ce qui paie », de « ce qui marche ».

## références
1. ↑  Deledalle 2006, p. 37